# 交響曲第9番 (シュポーア)
交響曲第9番 ロ短調 作品143 「四季」(独: Sinfonie Nr. 9 "Die Jahreszeiten" op. 143) は、ドイツの作曲家ルイ・シュポーアが1849年に作曲した交響曲であり、シュポーアが完成させた最後の交響曲でもある（第10番変ホ長調（1857年）は未完に終わり、2006年まで補筆・初演されなかった）。初演は1850年にライプツィヒのゲヴァントハウス管弦楽団によって行われた。

## 編成
フルート2、オーボエ2、クラリネット2、ファゴット2、ホルン4、トランペット2、トロンボーン3、バス・ホルン、ティンパニ、弦5部

## 楽曲構成
全4楽章、2部からなり、四季を表している。演奏時間は約25分から30分。
- 第1部
  - 第1楽章 「冬」 Allegro maestoso（ロ短調）
    - 短い移行部分を経て第2楽章へ続く。

  - 第2楽章 「春」 Moderato（ト長調）
    - スケルツォに相当する。
- 第2部
  - 第3楽章 「夏」 Largo（ロ長調）
    - 短い序奏を経て第4楽章へ続く。

  - 第4楽章 「秋」 L'istesso tempo（ニ長調→ロ長調）